# Sikosaari (ö i Södra Savolax, Pieksämäki, lat 62,17, long 27,42)
Sikosaari är en ö i Finland. Den ligger i sjön Maavesi och i kommunen Pieksämäki i den ekonomiska regionen  Pieksämäki ekonomiska region  och landskapet Södra Savolax, i den södra delen av landet, 260 km nordost om huvudstaden Helsingfors. Öns area är 9,8 hektar och dess största längd är 0,5 kilometer i sydöst-nordvästlig riktning.